# Schiztobracon pulchra
Schiztobracon pulchra är en stekelart som först beskrevs av Per Abraham Roman 1910.  Schiztobracon pulchra ingår i släktet Schiztobracon och familjen bracksteklar. Inga underarter finns listade i Catalogue of Life.